# Szekeres Ferenc (grafikus)
Szekeres Ferenc (Mórahalom, 1952. március 14.–) magyar grafikusművész.

## Életpályája
1975-1979 közt tanulmányokat folytatott a szegedi Juhász Gyula Tanárképző Főiskola Rajz-Művészettörténet Tanszékén, 1979-ben rajz szakos diplomát szerzett, 1989-ben már a Magyar Képzőművészeti Főiskola diplomájával is rendelkezett. A betűírás tantárgy bázisán került a Főiskolai Kar Rajz- és Művészettörténet Tanszékére oktatónak. A betűírás tantárgyra alapozva önálló alkalmazott grafikai szakmai programot dolgozott ki, amelyet az oktatási minisztérium elfogadott. A tantárgy később a társ-főiskolákon is bevezetésre került.
A SZTE Főiskolai Kar Rajz-Művészettörténet Tanszékének adjunktusa. Oktatói, alkotói és művészetszervezői tevékenysége egyaránt figyelemre méltó. Tervezőgrafikusként számos intézmény grafikai arculatának meghatározója, továbbá több mint 50 kötet borítóterve és tipográfiája, számos könyv illusztrációja (Átjáró, Pintér Tibor – Szekeres Ferenc : Ígéret földje) fűződik a nevéhez, szerzője az Euromenedzser című reklámelméleti jegyzetnek (1999). Képgrafikáit rangos folyóiratok, köztük Tiszatáj, Alföld, PoLísz, Kincskereső publikálják. Szekeres Ferenc elsősorban tervezőgrafikával, reklámgrafikával foglalkozik, de kiváló alak- és kompozícióteremtő készsége révén mint képgrafikus is elismert (motívumait a görög mitológiából, a bibliából, a magyar kultúra történetéből, a természetből és a mindennapokból meríti). A 20-21. századi képzőművészeti irányzatok számos motívumát alkalmazta egyedi alkotásainak megvalósításában.
Már az 1970-es évek elejétől művésztelepek résztvevője és szervezője, köztük a hajdúnánási, zebegényi, vajdasági, deliblatoi, resicabányai művésztelepeknek. 1989-től 1994-ig vezetőségi tagja a Mártélyi Képzőművészeti Alkotótelepnek, majd 1995-től művészeti irányítója a REAL Nemzetközi Reklámgrafikai Alkotótelepnek, alapító tagja a Szegedi Grafikai Stúdiónak.

## Egyéni kiállításai (válogatás)
- 1975 Fiatal Művészek Klubja
- 1978 Móra Ferenc Múzeum, Szeged
- 1986 Esztergomi Galéria
- 1987 GAMF[3] Galéria, Kecskemét

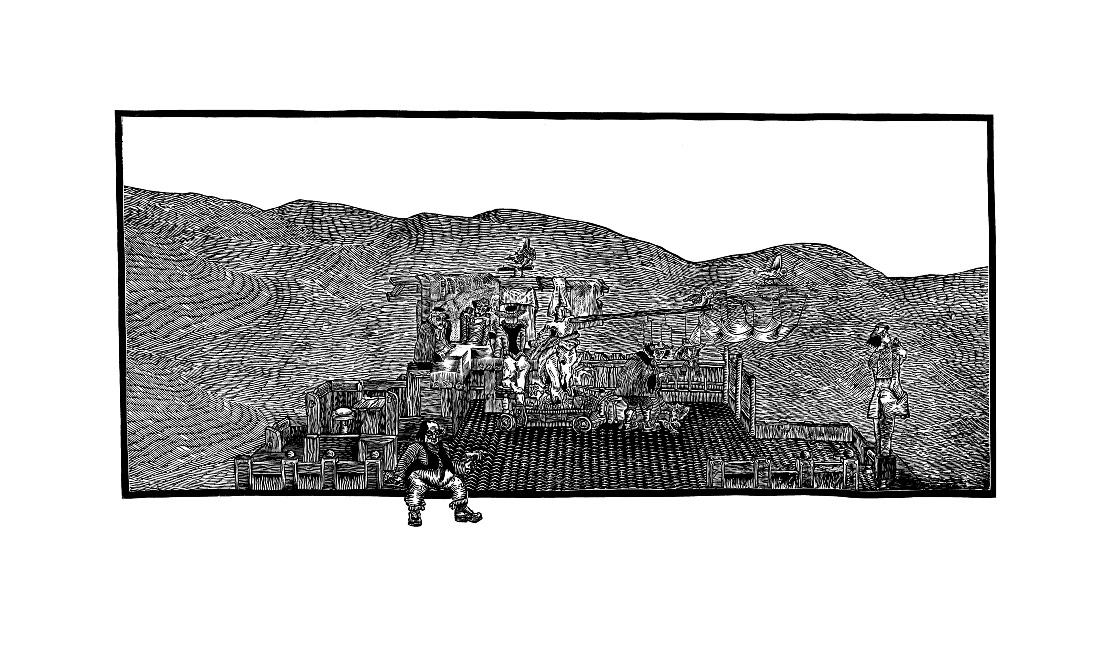
Kereten kívül : (fekete-fehérben) (1999)

- 1990 Pitypang utcai Galéria, Budapest
- 1992 Móra Ferenc Múzeum Képtára, Szeged
- 1994 Félegyházi Galéria, Kiskunfélegyháza

- 1995 Bocskai Galéria, Budapest
- 1996 Stefánia Művészklub, Szeged
- 1996 Lénia-Design, Szeged

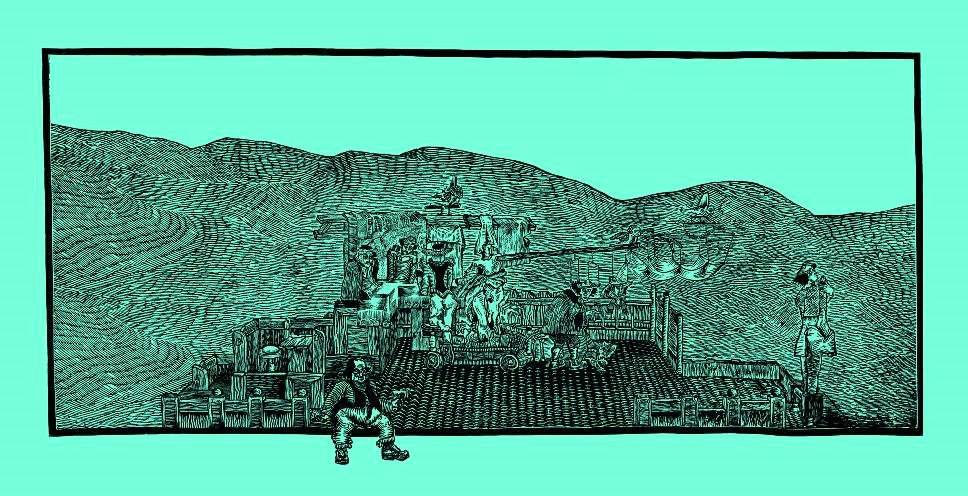
Kereten kívül : (zöldben) (1999)

- 1999 Galéria 2000, Hódmezővásárhely (Képgrafika)
- 2001 Hungexpo Székház, Budapest (Tervezőgrafika)
- 2002 Városi Könyvtár, Gödöllő (Ex libris)
- 2002 Fotó/Design Stúdió, Baja (Tervezőgrafika)
- 2003 Művelődési Ház, Keszthely (Tervezőgrafika)
- 2003 és 2007 közt Művelődési Központ, Cegléd (logo, kisgrafika)
- 2007 Károlyi Kastély, Szegvár (Képgrafika)
- 2008 Álom az álom (dolgaink relativitásáról) c. tárlat, Reök-palota, Szeged
- 2009 Plakátterek-térplakátok, Petőfi Művelődési Ház, Kiskundorozsma.
- 2013 Kass Galéria, Szeged
- 2015 Somogyi-könyvtár, Szeged

## Csoportos kiállításai (válogatás)
- 1974 Bartók Művelődési Központ, Szeged (G-Stúdió)
- 1975 Bartók Művelődési Központ, Szeged (G-Stúdió)
- 1975 Szegedi téli tárlat, Móra Ferenc Múzeum Képtára, Szeged
- 1975 Szegedi nyári tárlat, Móra Ferenc Múzeum Képtára, Szeged
- 1976 Ex libris, Magyar Természettudományi Múzeum, Budapest
- 1976 Bartók Művelődési Központ, Szeged (G-Stúdió)
- 1976 Szegedi képzőművészek tárlata, Móra Ferenc Múzeum Képtára, Szeged
- 1976 Délalföldi tárlat, Tornyai János Múzeum, Hódmezővásárhely
- 1976 Fiatal Művészek Klubja, Szeged (G-Stúdió)
- 1977 Képzőművészeti Körök, Szentesi Művelődési Központ Galériája
- 1977 Szegedi képzőművészek tárlata, Városi Képtár, Szabadka, (Jugoszlávia, ma Szerbia)
- 1977 Délalföldi tárlat, Tornyai János Múzeum, Hódmezővásárhely
- 1977 Téli tárlat, Móra Ferenc Múzeum Képtára, Szeged
- 1977  Galéria Gradskog Muzeja, Szabadka
- 1978 Délalföldi tárlat, Tornyai János Múzeum, Hódmezővásárhely
- 1978 Ságvári Művelődési Ház, Szeged 1978 (G-Stúdió)
- 1978 Bartók Művelődési Központ, Szeged (G-Stúdió)
- 1978 Tervezőgrafikai kiállítás, Galerija BWA, Łódź, Lengyelország
- 1979 Grafikai Stúdió, Szeged, Makó)
- 1979 Délalföldi tárlat, Tornyai János Múzeum, Hódmezővásárhely
- 1979 Plakátkiállítás, Poster Galéria, Reykjavík, Izland
- 1980 Tornyai János Múzeum, Hódmezővásárhely
- 1980 B Galéria, Szeged (G Stúdió)
- 1981 EDÜ jubileumi kiállítás, Dürer Terem, (Gyula)
- 1981 Délalföldi tárlat, Orosházi Galéria
- 1982 Bartók Művelődési Központ, Szeged (G Stúdió)
- 1983 Ifjúsági Ház Galéria, Pécs (Plakátkiállítás)
- 1984 Art Galéria, Pančevo, Jugoszlávia
- 1987 Dürer Terem, Gyula
- 1988 Vasas Művelődési Ház Galériája, Budapest (ÁTJÁRÓK/Kapukör)
- 1988 Art-Ma Marczibányi téri Szabadidő Központ (ÁTJÁRÓ)
- 1989 Tornyai Múzeum, Hódmezővásárhely (Mártély)
- 1989 Pitypang utcai Galéria, Budapest
- 1989 Oroszlán utcai Galéria, Szeged (ÁTJÁRÓ)
- 1990 Szegedi képzőművészek tárlata Timişoara, Románia
- 1990 Tornyai János Múzeum, Hódmezővásárhely (Mártély Jubileumi)
- 1990 Szegedi képzőművészek nyári tárlata, Móra Ferenc Múzeum Képtára, Szeged
- 1990 JATE Aula, Szeged (Szépmíves Céh)
- 1991 JATE Aula, Szeged (Szépmíves Céh)
- 1992 Szegedi művésztanárok, Művészeti Akadémia, Bécs, Ausztria
- 1992 Bálint Sándor Művelődési Ház, Szeged (Szépmíves Céh)
- 1992 Keszthelyi Galéria, 1992 (ÁTJÁRÓ)
- 1993 JGYTF jubileumi kiállítása, Móra Ferenc Múzeum Képtára, Szeged
- 1993 Művészeti Akadémia, Bécs (JGYTF)
- 1994 Bálint Sándor Művelődési Ház, Szeged, (Szépmíves Céh)
- 1994 Rippl-Rónai Múzeum, Kaposvár (JGYTF)
- 1994 Művésztanárok kiállítása, Pilsen, Csehország
- 1995 Nyári tárlat, Móra Ferenc Múzeum Képtára, Szeged
- 1995 Tornyai Múzeum, Hódmezővásárhely (Mártély)
- 1995 Bocskai Galéria, Budapest
- 1995 Szekszárdi Múzeum
- 1996 Szent Gellért Emlékkiállítás, Móra Ferenc Múzeum Képtára, Szeged
- 1997 Galéria 22, Budapest (Tondó kiállítás)
- 1997 Félegyházi Galéria, Kiskunfélegyháza
- 1997 Art-Box, Bécs (Reklámgrafikai)
- 1997 Szegedi nyári tárlat, Móra Ferenc Múzeum, Szeged
- 1997 Tömörkény István jubileumi kiállítás, Móra Ferenc Múzeum Képtára, Szeged
- 1997 Marczibányi téri Művelődési Központ, Budapest
- 1997 Plakátparnasszus, Kongresszusi Központ, Budapest
- 1997 Szegedi művésztanárok, József Attila Tudományegyetem Aula, Szeged
- 1997 Plakátkiállítás, Székesfehérvári Galéria
- 1997 Bartók Béla Művelődési Központ, B Galéria (G Stúdió)
- 1997 Nemzetközi Képzőművészeti Szimpozion, Reşiţa, Románia
- 1998 Szegedi grafikusok, Móra Ferenc Múzeum, Szeged
- 1998 Országos embléma kiállítás (Kongresszusi Központ, Budapest)
- 1998 IX. Országos Tervezőgrafikai Biennálé, Munkácsy Mihály Múzeum, Békéscsaba
- 1999 Országos Tervezőgrafikai Biennálé, Palme Ház, Budapest
- 2000 Egyiptomi Nemzetközi Sokszorosítógrafikai Triennále, Gíza, Egyiptom
- 2000 Ezredvégi hangulatok, Kép-Szín Galéria, Szeged
- 2001 Nyári tárlat, Móra Ferenc Múzeum Képtár, Szeged
- 2001 Képgrafikai kiállítás, Duna Galéria, Budapest
- 2001 Arculat logo, Clerkenwell House, London
- 2002 Arculat és logo prezentáció Novotel Hotel, Szeged
- 2002 Buch design, Sankt Pölten
- 2003 Mártélyi jubileumi kiállítás Tornyai János Múzeum, Hódmezővásárhely
- 2003 Tervezőgrafikai kiállítás, Művelődési Ház, Keszthely
- 2003 Szegedi művészek, SZTE Aula, Szeged
- 2003 Embléma mustra, Kaposvári Könyvtár
- 2004 Nemzetközi Grafikai Biennálé, Miskolc (Bartók "+")
- 2004 MTESZ (Műszaki és Természettudományi Egyesületek Szövetsége) Aula, Szeged (Hammidó és köre)
- 2005 Képgrafikai kiállítás, Somogyi Könyvtár, Szeged
- 2006 Országos Bartók Béla képgrafikai kiállítás, Duna Galéria, Budapest
- 2006 SZTE Tanszéki Galéria, Szeged (MAT Bartók)
- 2006 Bartók Béla : képgrafikai kiállítás, Kodály Intézet, Kecskemét
- 2006 Képgrafikai kiállítás, Erkel Művelődési Központ, Kecskemét
- 2006 Kortárs ikonográfiai kiállítás, Városi Képtár, Kecskemét
- 2006 Tipo kiállítás, Magyar Tipográfusok Testülete, Budapest
- 2008 Szegedi és vásárhelyi képzőművészek, Gulácsy Galéria, Szeged
- 2008 Tavaszi Tárlat, Tornyai János Múzeum, Hódmezővásárhely
- 2008 Szegedi képzőművészek, Bartók Művelődési Központ, Szeged
- 2008 Kortárs Galéria, Tatabánya (Leonardo)
- 2008 REÖK Palota, Szeged (Nyári tárlat)
- 2009 Székelyföldi Grafikai Biennále, Székelyudvarhely
- 2010 Grafikai Biennále, Sepsiszentgyörgy
- 2010 Siló Galéria, Csíkszereda (képgrafika)
- 2011 Kass Galéria (szegedi grafikusok)
- 2011 Levendula Galéria, Gödöllő (Mestertanárok kiállítása)
- 2012 Kass Galéria, Szeged (Országos Kisgrafikai Kiállítás)
- 2012 Szegedi Vár, Szeged (Országos jubileumi kiállítás)
- 2012 Agóra, Szeged (Kitüntetett  alkotók kiállítása)
- 2013 Petőfi Irodalmi Múzeum Emlékháza (Petőfi Képzőművészeti Kiállítás)
- 2014 Herman Ottó Múzeum Kiállítóterme („TÍZESET” Küldeményművészeti Biennále )
- 2014 EDF-galéria  (A’la carte – képzőművészeti kiállítás)
- 2015 Mogyoródi Galéria (L’HOMe – Nemzetközi Biennále)
- 2015 Erdős Renée Ház, Budapest (Országos Képzőművészeti Kiállítás)

## Galéria

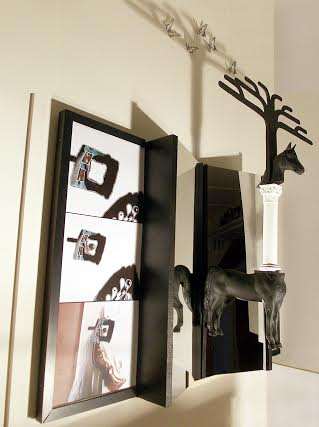
A profán apoteózisa
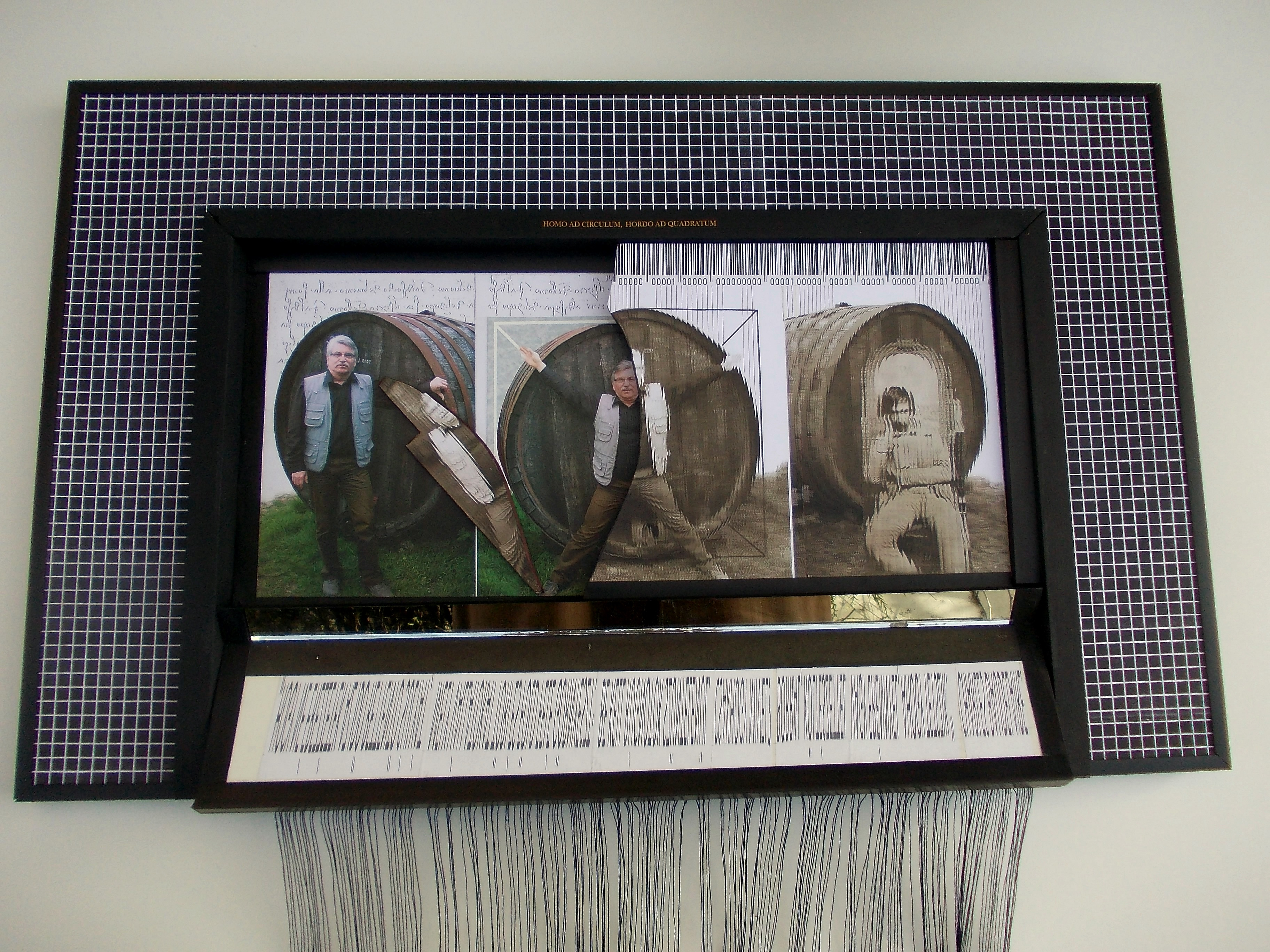
Baudelaire fonalkódolt üzenete
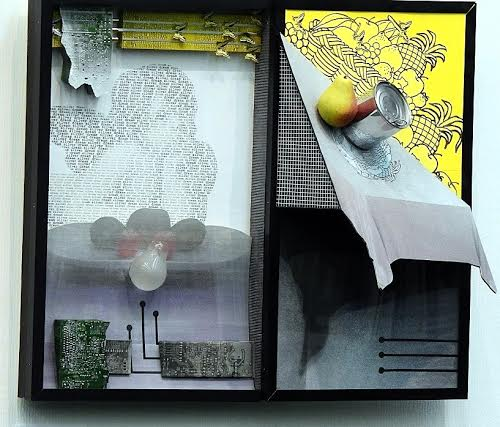
Silver dream (Ezüst álom)
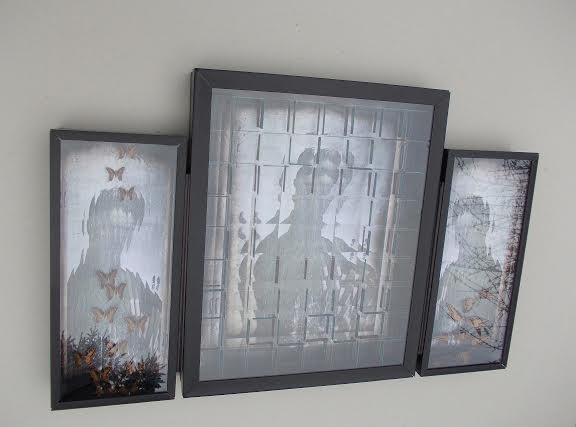
SZ. J. utazási oltárja (Pszeudo leletek)
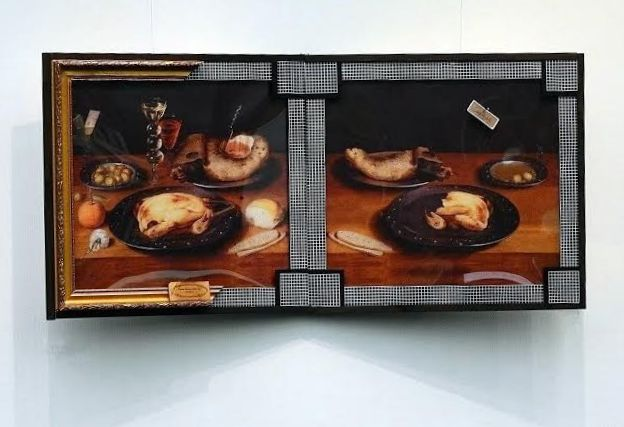
Apropiation age (Pszeudo leletek)
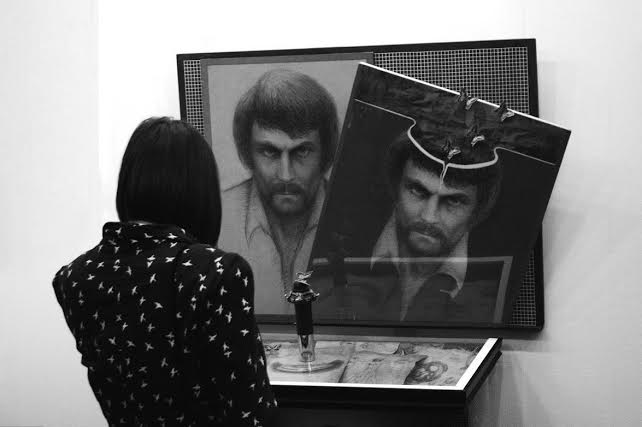
From Leonardo (Pszeudo leletek)

## Társasági tagság (válogatás)
- Grafikai Stúdió (Szeged)
- Magyar Alkotóművészek Országos Egyesülete (MAOE)
- REAL Nemzetközi Reklámgrafikai Alkotótelep
- Magyar Plakátért Egyesület tagja
- Oktatási Minisztérium Művészettörténeti Tudomány- és Művészetek Szakértő Testületének tagja

## Díjak, elismerések (válogatás)
- Országos Pedagógiai Intézet pályázata I. díj;
- MEI Nemzetközi plakátkiállitás nívódíja (Reykjavik, (1978);
- Országos Egészségvédelmi Plakát kiállítás, I. díj (1980);
- Országos Pictogram Symposion nívódíj (1984, 1986);
- Miniszteri dicséret (1985, 1991);
- Pro Juventute I-II. (1985, 1997);
- Szeged Város Alkotói díja (1991);
- DAR Logoterv-pályázat II. díj. (2002);
- Vinkler-díj (2009);
- Kölcsey – érem (2012);
- L.HOME Biennálé, Homoród – Grafikai nívódíj (2015)